# Ouanary
Ouanary è un comune francese situato nella Guyana francese.